# Battaglia di Tlatelolco
La battaglia di Tlatelolco fu un attacco portato nel 1473 contro l'altepetl (Città-Stato) Mexica di Tlatelolco, da parte di Tenochtitlán e dei suoi alleati. Si concluse con una vittoria di Tenochtitlán, e con la morte di Moquihuixtli, tlatoani ("regnante" o "re") di Tlatelolco e Xilomantzin, tlatoani di Culhuacan, che avevano cospirato per conquistare Tenochtitlan.

## Antefatto
Axayacatl salì al trono Mexica dopo la morte del nonno materno Motecuhzoma Illhuicamina nel 1469. Moctezuma aveva trascorso il suo lungo regno guidando Tenochtitlan all' egemonia sulla Valle del Messico. Di conseguenza gli altri re aztechi avevano tutto l'interesse a sfidare il nuovo tlatoani nel tentativo di ripristinare l'indipendenza e l'importanza delle proprie città. Uno di questi sfidanti era Moquihuix, cognato di Axayacatl, che era sposato con sua sorella maggiore Chalchiuhnenetzin. Sebbene non conosciamo la data esatta della sua ascesa al trono di Tlatelolco, Moquihuix apparentemente trascorse gli anni prima della guerra a ricostruire le principali strutture religiose della sua città. Questi nuovi edifici furono costruiti a imitazione di quelli di Tenochtitlan.
Secondo il frate domenicano Diego Durán nella sua Storia delle Indie della Nuova Spagna, i primi problemi tra i due regni iniziarono a sorgere nel quinto anno di regno di Axayacatl, a seguito di un attacco nel mercato di Tlatelolco alle figlie dei signori della città da parte dei figli dei nobili di Tenochca. Allo stesso tempo, mentre i Tlatelolca stavano scavando un canale per consentire il passaggio in città, un canale costruito da Tlatelolca fu "trovato interrotto e riempito". Entrambi questi atti hanno fatto arrabbiare enormemente i signori di Tlatelolco. Durán afferma che, di conseguenza Di queste azioni, i Tlatelolca si dichiararono indipendenti a Tenochtitlan denunciando: "O Aztechi, noi che viviamo a Tlatelolco, fatevi coraggio, distruggiamo i Tenochcas". Con il supporto di un altro nobile, Teconal, Moquihuix convocò tutti i giovani di età superiore ai vent'anni per partecipare a una serie di esercitazioni di guerra mirate a preparare i Tlatelolca per la guerra.

## La Battaglia
Ci sono diversi resoconti della battaglia di Tlatelolco nelle fonti:

### Diego Durán
Durán dà un ampio resoconto della guerra, descrivendola come avvenuta in due battaglie distinte. Il primo fu un attacco di Tlatelolca a Tenochtitlan. Il piano iniziale era quello di attaccare Tenochtitlan di notte, uccidendo prima i più anziani confidenti di Axayacatl per lasciare indifeso il giovane tlatoani. Tuttavia, questo piano fu rapidamente diffuso ed arrivò alle orecchie di Axayacatl in seguito a un acceso litigio tra donne di entrambe le parti nel mercato di Tlatelolca. Essendo stato anche informato delle esercitazioni di guerra di Moquihuix, Axayacatl decise di collocare segretamente guardie in tutta la città per spiare il nelico. Anche lui ordinò che tutti gli uomini fossero pronti per la battaglia.
Nel frattempo, Moquihuix, che era stato spaventato da una serie di presagi apparentemente malvagi, decise di consultare gli dei, sacrificando in loro onore. Le celebrazioni, tuttavia, si guastarono quando i Tlatelolca iniziarono a cantare una serie di inni di guerra, offendendo la gente di Tenochtitlan. Durán nota che quando volevano cantare "i Tenochca" cantavano "le Tlatelolca". Temendo che tali presagi avrebbero mitigato la ribellione, Teconal incoraggiò Moquihuix ad attaccare quella notte: "tutto è pronto. Ogni volta che vorrai andremo a uccidere quei gatti selvatici che sono i nostri vicini". Moquihuix inviò così le sue spie a Tenochtitlan che trovarono Axayacatl che giocava a palla con i suoi nobili. Ciò fu fatto tuttavia intenzionalmente, infatti Axayacatl era stato precedentemente avvertito del piano da sua sorella e dalla moglie di Moquihuix, Chalchiuhnenetzin. Le spie tornarono a Tlatelolco, informando Moquihuix che i Tenochca non conoscevano alcun piano.
Di conseguenza, la prima battaglia iniziò con Moquihuix che preparava le sue truppe, affidando a Teconal lo stratagemma per l'attacco. La metà degli uomini è stata inviata a nascondersi nei confini della città di Tenochtitlan in preparazione di un'imboscata. L'altra metà è stata inviata a coprire le mura di Tenochtitlan e bloccare le vie di fuga. A mezzanotte fu dato il segnale e uscirono i guerrieri di Tlatelolca, gridando e gridando. Tuttavia i Tenochca erano preparati e ben presto riuscirono a circondarli. Il massacro risultante fu grande, con molte perdite da entrambe le parti. I Tlatelolca, umiliati dalla sconfitta, chiesero di poter combattere apertamente i Tenochca sul campo di battaglia. Tutti gli uomini di Tlatelolcan erano pronti per la battaglia.
Axayacatl chiamó i suoi consiglieri per decidere cosa fare e quelli Volevano evitare ulteriori spargimenti di sangue. Fu deciso che avrebbero cercato di calmare Moquihuix e l'ira del suo consigliere con la ragione e un messaggero, Cueyatzin,  inviato a Tlatelolco. Moquihuix rispose con ripugnanza: "di al re tuo signore che la risposta è che deve essere preparato perché il popolo di Tlatelolco è determinato a vendicare le morti dell'altra notte". All'udire questo messaggio, Axayacatl ha denunciato l'arroganza di Moquihuix, chiedendo a Cueyatzin di tornare a Tlatelolco, "portando con sé gli unguenti e le insegne che vengono applicate ai morti". Cueyatzin lo fece immediatamente, presentando a Moquihuix le insegne funerarie. Teconal quindi arrivò e decapitò rapidamente Cueyatzin la cui testa fu portata indietro ai confini di Tenochtitlan e lanciata. Molto adirato per questa azione, Axayacatl guidò il suo esercito di Tenochca verso il confine della città dove i Tlatelolca aspettavano, pronti per la guerra. Qui, quindi, iniziò la seconda battaglia. I Tenochca ebbero la meglio, spingendo i Tlatelolca indietro fino al mercato della città. Vedendo che la battaglia era persa, Moquihuix e Teconal iniziarono a salire i gradini della piramide centrale del tempio per distrarre gli altri in modo che l'esercito potesse raggrupparsi. Secondo Durán, questa distrazione consisteva in un gruppo di donne nude che "si schiaffeggiavano il ventre" e "spruzzavano latte contro i soldati". Queste donne erano accompagnate da un gruppo di giovani ragazzi, anche loro nudi, che piangevano. Ai Tenochca, costernati dalla crudezza, fu ordinato di non fare del male alle donne né ai ragazzi, ma piuttosto di prenderli prigionieri, cosa che fecero con successo.
Axayacatl procedette alla scalata della piramide di Tlatelolco. Quando arrivó in vetta trovó Moquihuix e Teconal aggrappati all'altare di Huitzilopochtli. Axayacatl uccise entrambi gli uomini e trascinò fuori i loro corpi, gettandoli giù per i gradini del tempio. Quando i Tlatelolcas videro il loro capo ucciso, fuggirono dal mercato e si nascosero nei canali, tra canne e giunchi, Tuttavia, furono inseguiti senza sosta dai Tenochca. La guerra cessò solo quando l'anziano zio di Axayacatl, Cuacuauhtzin, implorò suo nipote di dare l'ordine di porre fine al massacro. Axayacatl affermò che poiché il Tlatelolco si era ribellato alla corona reale, da questo punto in poi avrebbero dovuto rendere omaggio e che tutte le libertà e le esenzioni di cui godeva Tlatelolco sarebbero cessate d'ora in poi. Se queste condizioni fossero state soddisfatte Tlatelolco sarebbe stata graziata.

### Codice Mendoza
Il racconto della guerra nel Codice Mendoza è notevolmente più breve. In esso Moquihuix è descritto come "un uomo potente e altezzoso" che "iniziò a litigare e litigare" con il Tenochca. In seguito alle risultanti "grandi battaglie" si dice che Moquihuix, "incalzato in battaglia", fuggì e si rifugiò in un tempio; Tuttavia, dopo essere stato rimproverato da uno dei sacerdoti del tempio per la sua codardia, si gettò giù dalla sua vetta e morì. Tenochtitlan emerse così vittoriosa e, da questo momento in poi, Tlatelolco pagò il suo tributo e accettó il suo vassallaggio a Tenochtitlan.

### Codice Chimalpahin
Il Codice Chimalpahin racconta ancora una versione alternativa della battaglia. Qui si va a trovare la causa nella relazione di Moquihuix con sua moglie, Chalchiuhnenetzin. Secondo il Codice Chimalpahin, Chalchiuhnenetzin, la sorella maggiore di Axayacatl, fu "disprezzata e maltrattata dal marito che preferiva la compagnia delle sue concubine ". Si dice che Chalchiuhnenetzin si fosse recato a Tenochtitlan per parlare a suo fratello e raccontargli dei suoi maltrattamenti, e lo avesse informato anche del fatto che Moquihuix stava "parlando di fare guerra al signore di Tenochtitlan". Secondo Chimalpahin, fu come risultato di ciò che iniziò la guerra tra i due regni.
Chimalpahin afferma che la guerra continuò per un anno e terminò solo alla morte di Moquihuix. Si dice che il re Tenochca "gettò [Moquihuix] dalla cima di un tumulo di terra insieme ai suoi gobbi e [una] cresta di piume di quetzal, ponendo fine al governo di Tlatelolco".